# Antonio Gallus
Antonio Gallus (Selargius, 22 settembre 1939 – Rivolto, 2 settembre 1981) è stato un aviatore e ufficiale italiano.

## Biografia
A 20 anni prestò servizio di leva come Ufficiale di Complemento in Aeronautica, ma il suo sogno era diventare "Pilota Militare". Nel 1961 fu ammesso al Corso A.U.P.C. (Allievi Ufficiali Piloti di Complemento), nella Scuola di Volo di Lecce - Galatina dove conseguì il brevetto di pilota militare.
Fu assegnato al 36º Stormo presso il 12º Gruppo Caccia Intercettori (74ª Squadriglia) dove conseguì la "Combat Readiness" su velivolo Fiat F-86K.
Nel 1969 venne assegnato alle Frecce Tricolori ricoprendo la posizione di 2° Gregario Sinistro (1970-71), 2° Fanalino (1972-73), 3° Gregario Sinistro (1974) e Capoformazione n. 1 (1974-1981).
Era abilitato sui velivoli: Piaggio P.148, North American T-6 Texan, Lockheed T-33A Shooting Star, Lockheed RT-33A Shooting Star, Canadair CL-13/Mk4 Sabre, North American-Fiat F-86K Sabre, Fiat G.91PAN, Fiat G.91T, SIAI-Marchetti S.208, Aeritalia G-91Y, Aermacchi MB-326 e Aermacchi MB-339.
Il T. Col. A.A.r.n.s. Pilota Antonio Gallus morì per incidente di volo il 2 settembre 1981, a 42 anni non ancora compiuti, nella base aerea di Rivolto (UD).
Durante la manovra detta "Arizona", il suo G-91 n. 12 (utilizzato quel giorno al posto del n. 1 in manutenzione) ebbe una collisione in volo con il G-91 n. 2 del Cap. Fabio Brovedani (1° Gregario Sinistro) che fortunatamente, nonostante i gravissimi danni subiti all'ala destra del suo aereo, riuscì ad atterrare, per il Capoformazione la sorte non fu così favorevole.
La collisione fu causata dall'accidentale apertura dell'aerofreno del velivolo.
Al momento dell'incidente aveva al suo attivo 246 manifestazioni aeree ed un totale di oltre 4.100 ore di volo.

### Pubblicazioni
- ANTONIO GALLUS è sempre con noi! (PDF), in Circolo della P.A.N., 1º marzo 2016.